# Mana (vescovo)
Mana (fl. V secolo) è stato un arcivescovo siro, metropolita di Rew-Ardashir e di Seleucia-Ctesifonte, e catholicos della Chiesa d'Oriente nel 420.
La sua biografia è scarna. Informazioni sulla sua vita sono riportate da Barebreo nel suo Chronicon ecclesiasticum, dagli storici nestoriani Mari, ʿAmr e Sliba, e dalla Cronaca di Seert.
Secondo queste fonti, prima di essere eletto catholicos della Chiesa d'Oriente, Mana era metropolita di Rew-Ardashir nella provincia di Fars. Fu eletto metropolita di Seleucia-Ctesifonte alla morte di Yab-Alaha I grazie all'appoggio di un capo dell'esercito persiano, ma, per motivi non chiari, fu ben presto deposto dal re Yazdgard I e confinato nella sua provincia di origine, con il divieto di governare la Chiesa. Null'altro si conosce di questo personaggio.
Gli succedette come nuovo catholicos Farbokht.